# Lonzac (Charente Marittima)
Lonzac è un comune francese di 254 abitanti situato nel dipartimento della Charente Marittima nella regione della Nuova Aquitania.

## Società

### Evoluzione demografica
Abitanti censiti